# Bank Gospodarki Żywnościowej
Pour les articles homonymes, voir BGZ.
La Bank Gospodarki Żywnościowej S.A. (BGŻ) (en français Banque de l'économie alimentaire) a été une banque commerciale ayant son siège à Varsovie. Elle occupait en termes d'actifs la 11e place en Pologne. Elle a été rachetée par BNP Paribas et fusionnée avec la banque BNP Paribas Bank Polska pour devenir la banque  Bank BGZ BNP Paribas en 2015.

## Histoire
Elle trouve ses origines dans la « Banque agricole » (Bank Rolny) créée en 1919, qui a fusionné en 1975 avec l'Union centrale des coopératives d'épargne et de prêt (Centralny Związek Spółdzielni Oszczędnościowo-Pożyczkowych).
Elle a été transformée en 1994 en société anonyme, dont le capital est majoritairement entre les mains de l'État et le reste attribué aux coopératives. Elle travaille avec l'Agence pour la restructuration et la modernisation de l'agriculture depuis son origine en 1994.
En 2004, la banque coopérative néerlandaise Rabobank entre dans le capital de BGŻ à hauteur de 13,76 % et la Banque européenne pour la reconstruction et le développement pour 15 %. 
Avant l'introduction à la Bourse de Varsovie le 13 juillet 2011, les principaux actionnaires sont Rabobank (59,35 %) et l'État polonais (37,29 %).
Le 5 décembre 2013, la banque française BNP Paribas rachète la majorité du capital de la banque.
En octobre 2014, BGZ fusionne avec la filiale locale de BNP Paribas lors d'une opération d'une valeur de 676 millions d'euros